# Pola Weiss
Pola María Weiss Álvarez (México D. F., 1947-1990) también conocida como Pola Weiss fue una productora mexicana independiente de televisión, estudiante, artista de video y de performance conocida como una pionera en videoarte en Latinoamérica. También es recordada por sus vídeos experimentales en los cuales mezcló danza y video, convirtiéndose en una pionera en lo que ahora se conoce como screendance, videodance o videodanza.

## Biografía

### Estudios
Weiss debe su influencia para elegir la carrera de "teleasta" a su abuela María con quien acudía constantemente al cine. A pesar de que Pola siempre estuvo conectada con el mundo del arte, tardó muchos años en decidirse por el camino de la televisión y el video.
Estudió danza, literatura inglesa, y ciencias sociales y políticas. Se licenció en Comunicación y Periodismo. Se graduó con un trabajo de tesis en formato video, siendo la primera universitaria en hacerlo. Impartió clases en la Facultad de Ciencias Políticas y Sociales de la UNAM. 

### Fallecimiento
Pola Weiss falleció en 1990, suicidándose.

## Obra
Se considera que su producción era de corte experimental. Alteraciones cromáticas y estéticas psicodélicas son algunas de la técnicas que fueron incluidas en sus videos. Jugando con las formas de representación, la artista logró encarnar sus movimientos corporales al integrar la cámara como una parte de su cuerpo.
El trabajo de Weiss estuvo influenciado por el movimiento Fluxus, cuyos planteamientos incluyen que el arte y la vida son uno mismo, por lo que los eventos artísticos comenzaron a suceder en espacios públicos y de la vida cotidiana. Los discursos feministas también le permitieron a Weiss reinventarse y conformar una nueva visión del cuerpo femenino. Pola Weiss se centró en develar el cuerpo femenino de diferente manera a lo establecido por los estereotipos de belleza impuestos. Además, su corporalidad no tiene que ver con la idea instituida de una bailarina. La posmodernidad jugó también un papel importante en la conceptualización del cuerpo dentro de la danza, que ayudó a la experimentación artística y su reflexión.
Conoció el trabajo de Nam June Paik y Shigeko Kubota en Nueva York en 1976. Influida por éste, establece su productora arTv, donde realiza Flor Cósmica.
En 1978 durante la exposición “nuevas tendencias” presenta su video llamado “Ciudad-mujer-ciudad”. A partir de ahí, mostró su trabajo e diversos foros en México y en el extranjero.
En 1979 realizó Videodanza, viva, video, danza; conformado por un videoperformance. Así se inició el encuentro de la danza con las nuevas tecnologías en México.
Experimenta con diferentes recursos como la retroalimentación de imágenes, la generación de loops y la repetición visual. Más tarde estas serían características propias de todo trabajo videográfico experimental.
En 1987 fue invitada al Festival de Montpellier, Francia, lugar en el que presentó una retrospectiva de su obra y en el que se le nombró como la videoartista más importante en América Latina.

## Videografía[5][13]
- Flor Cósmica (1977). Presentado en el IX Encuentro Internacional de Videoarte en el Museo Carrillo Gil.
- Somos Mujeres (1978)
- Ciudad Mujer Ciudad (1978).  Presentado en la exposición “Nuevas tendencias” en el Museo de Arte Moderno de la Cd. de México.
- Freud II (1978)
- Versátil (1978)
- Cuilapan de Guerrero (1979)
- Los muertos en Etla (1979)
- Papalotl (1979)
- Videodanza (1979)
- Xochimilco (1979)
- Cuetzalan y yo (1979)
- Todavía estamos (1979)
- Puerto Vallarta Amante Set (1979)
- Autovideato (1979)
- Freud (Introducción al pensamiento psicoanalítico)(1979)
- Caleidoscopio (1979)
- Santa Cruz Tepexpan (1980)
- Sol o Águila (1980)
- Exoego (1981)
- El eclipse (1982)
- El Salto (1982)
- ArTveing (1982)
- Las tasas de interés (1983)
- Navideo (1983)
- Toti Amiga (1983)
- La Carrera (1983)
- David No.1 (1983)
- Palenque y ¿Pola qué? (1983)
- Bidé o Escultura  (1983)
- Videorigen de Weiss (1984)
- Video Pus 1 (1985)
- Ejercicio con Mo (1985)
- Weegee (1985)
- Mi Corazón (1986)
- Merlín (1987)
- Inertia (1989)
- Romuldo García
- El avión

## Exhibiciones
- 1977, IX Encuentro Internacional de Videoarte, CAYC, Museo de Arte Carrillo Gil, D.F.

- 1978, Bienal de Febrero: Nuevas Tendencias, Museo de Arte Moderno, D.F. En esta muestra, la creadora presenta también su video-performance Somos Mujeres.[5]
- 2009, Video a la mexicana: de sexo-s, amor y humor, en el Centro Cultural Montehermoso en España.[5]

## En la cultura popular
En 2023 se estrenó Pola Weiss Documental, un largometraje de Alejandra Lucía Arrieta Méndez que muestra el legado de esta pionera del videoarte en México.